# Teddesley Hay
Teddesley Hay es una parroquia civil del distrito de South Staffordshire, en el condado de Staffordshire (Inglaterra).

## Demografía
Según el censo de 2001, Teddesley Hay tenía 82 habitantes (53,66% varones, 46,34% mujeres). El 10,98% eran menores de 16 años, el 82,93% tenían entre 16 y 74, y el 6,1% eran mayores de 74. La media de edad era de 46,01 años. Del total de habitantes con 16 o más años, el 32,88% estaban solteros, el 49,32% casados, y el 17,81% divorciados o viudos. Había 37 hogares con residentes y 3 vacíos